# Valle de los Volcanes
Valle de los Volcanes (doslovně Údolí vulkánů) je vulkanické pole o rozloze 60×60 km, tvořené několika sypanými kužely a lávovými proudy. Nachází se v údolí řeky Andahua v peruánské provincii Arequipa. Struskové kužely jsou poměrně mladé, pochází z pozdního holocénu, složením převažují andezity. Podle některých autorů bylo údolí vulkánů aktivní v nedávné době.